# Pintura da Antiguidade
Pintura da Antiguidade é um termo histórico-artístico usado tanto para se referir à pintura clássica do que hoje conhece-se como Helenismo tanto quanto para definir as pinturas ainda mais antigas, da arte pré-histórica, como a pintura rupestre.